# Józef Zachara
Józef Zachara (ur. 6 sierpnia 1877 w Borzęcinie, zm. 28 marca 1944 w Krakowie) – polski nauczyciel, oficer.

## Życiorys
Urodził się 6 sierpnia 1877 w Borzęcinie. Był wyznania rzymskokatolickiego. W 1899 zdał egzamin dojrzałości w Gimnazjum św. Jacka w Krakowie (w jego klasie był m.in. Gustaw Baumfeld).
W okresie zaboru austriackiego w ramach autonomii galicyjskiej podjął pracę nauczyciela od 14 lutego 1903. W 1904 został przeniesiony z III C. K. Gimnazjum w Krakowie do C. K. Wyższego Gimnazjum w Tarnopolu z polskim językiem wykładowym, gdzie jako egzaminowany zastępca nauczyciela wykładał język polski, język łaciński, język grecki (w drugim półroczu 1904/1905 i w listopadzie 1905 przebywał na urlopie dla poratowania zdrowia). Egzamin zawodowy złożył 21 listopada 1905. Z posady zastępcy nauczyciela w C. K. Gimnazjum Polskim w Tarnopolu reskryptem C. K. Ministra Wyznań i Oświaty z 21 czerwca 1906 został mianowany nauczycielem rzeczywistym w C. K. Gimnazjum Męskim w Sanoku. Reskryptem C. K. Rady Szkolnej Krajowej z 11 grudnia 1908 został zatwierdzony w zawodzie nauczycielskim i otrzymał tytuł c. k. profesora. W sanockim gimnazjum uczył języka łacińskiego, języka polskiego, na przełomie 1911-1913 także śpiewu, a ponadto był zawiadowcą polskiej biblioteki uczniów klas wyższych, udzielał się w czytelni. Decyzją C. K. Ministra Wyznań i Oświaty z 1916 otrzymał VII klasę rangi w zawodzie nauczycielskim. Profesorem austriackiego C. K. Gimnazjum w Sanoku pozostawał formalnie do 1918.
Podczas pracy w Sanoku działał społecznie. Był zastępcą przewodniczącej sanockiego koła Towarzystwa Szkoły Ludowej, w 1912 wybrany wydziałowym koła, od 8 grudnia 1910 był przewodniczącym założonego wówczas sanockiego związku okręgowego TSL, został członkiem Zarządu Głównego TSL w kadencji do 1916. Został członkiem zarządu założonej w 1911 firmy pod nazwą Polska Spółka Handlowa Kram T.S.L. w Sanoku (wraz z nim nauczyciele Emil Gaweł i Stanisław Krogulski). Ponadto był działaczem sanockiego koła Towarzystwa Nauczycieli Szkół Wyższych, sanockiego gniazda Polskiego Towarzystwa Gimnastycznego „Sokół”, członkiem wydziału tegoż od 1907 do 1909.
W C. K. Armii 31 grudnia 1899 został mianowany kadetem w rezerwie piechoty z dniem 1 stycznia 1900 oraz zastępcą oficera w rezerwie z przydziałem do 57 pułku piechoty w Tarnowie. Pozostawał żołnierzem w rezerwie tego pułku do około 1908. Następnie został przeniesiony do C. K. Obrony Krajowej i zweryfikowany w stopniu chorążego piechoty w grupie nieaktywnych z dniem 1 stycznia 1900. Do około 1910 był przydzielony do 18 pułku piechoty w Przemyślu. Podczas I wojny światowej odbywał służbę wojskową. Według stanu z 1918 jako porucznik w rezerwie 18 pułku strzelców (przemianowana jednostka macierzysta) pozostawał ze stanu nieaktywnego przydzielony na czas wojny do Komanda Żandarmerii Krajowej Nr 5 (LGK Nr. 5) w C. K. Żandarmerii.
Po odzyskaniu przez Polskę niepodległości w marcu 1919 został delegatem z ramienia Ministerstwa Rolnictwa i Dóbr Państwowych przy urzędującym delegacie generalnym rządu dla b. Królestwa Galicji i Lodomerii, Kazimierzu Gałeckim. Został przyjęty do Wojska Polskiego i awansowany na stopień porucznika rezerwy piechoty ze starszeństwem z dniem 1 czerwca 1919. W 1923, 1924 był oficerem rezerwowym 20 pułku piechoty w Krakowie. W 1934 jako porucznik pospolitego ruszenia piechoty był przydzielony do Oficerskiej Kadry Okręgowej nr V jako oficer przewidziany do użycia w czasie wojny i pozostawał wówczas w ewidencji Powiatowej Komendy Uzupełnień Lwów Miasto.
U zarania II Rzeczypospolitej początkowo pozostawał formalnie nauczycielem przemianowanego Państwowego Gimnazjum w Sanoku, na rok szkolny 1920/1921 był urlopowany, po tym jak decyzją Ministra Wyznań Religijnych i Oświecenia Publicznego z 6 września 1920 został mianowany inspektorem szkół rolniczych w Małopolsce. Według stanu z 1924 był wizytatorem szkoł rolniczych Ministerstwa Rolnictwa i Dóbr Państwowych. Z formalnego przydziału w sanockim gimnazjum z dniem 1 lutego 1924 został mianowany profesorem w I Państwowego Gimnazjum św. Anny w Krakowie (od 1928 imienia Bartłomieja Nowodworskiego), gdzie uczył języka polskiego, języka łacińskiego, języka greckiego, historii oraz opiekował się kółkiem literackim (od 1928 ze zniżoną liczbą godzin wobec podjęcia pracy w prywatnym gimnazjum). W latach 20. jako profesor Gimnazjum św. Anny równolegle pracował: jako nauczyciel na etacie kuratorii Akademii Handlowej w Krakowie (uczył języka polskiego), w Prywatnym Gimnazjum Męskim im. Stanisława Jaworskiego w Krakowie, w I Prywatnym Gimnazjum Żeńskim w Krakowie oraz jako nauczyciel kontraktowy w Szkole Ekonomiczno-Handlowej w Krakowie, wykładając język polski do końca roku szkolnego 1927/1928. Jako profesor Gimnazjum Nowodworskiego w styczniu 1928 zastąpił na stanowisku dyrektora urlopowanego kierownika Prywatnego Gimnazjum Żeńskiego im. Emilii Plater w Krakowie, Pazdanowskiego, po czym decyzją zarządu szkoły objął kierownictwo nad tym zakładem od roku 1927/1928 i pełnił do końca lat 30. (w ostatnich latach jako emerytowany profesor państwowy). W szkole uczył języka łacińskiego i języka polskiego. W tym czasie pozostawał nauczycielem etatowym nieczynnym Gimnazjum Nowodworskiego, przebywającym na urlopie bezpłatnym celem kierownictwa nad Gimnazjum Żeńskim im. Emilii Plater. Rozporządzeniem Kuratorium Okręgu Szkolnego Krakowskiego (KOSK) z 30 kwietnia 1929 został mianowany stałym nauczycielem szkoły średniej ogólnokształcącej i otrzymał tytuł profesora.

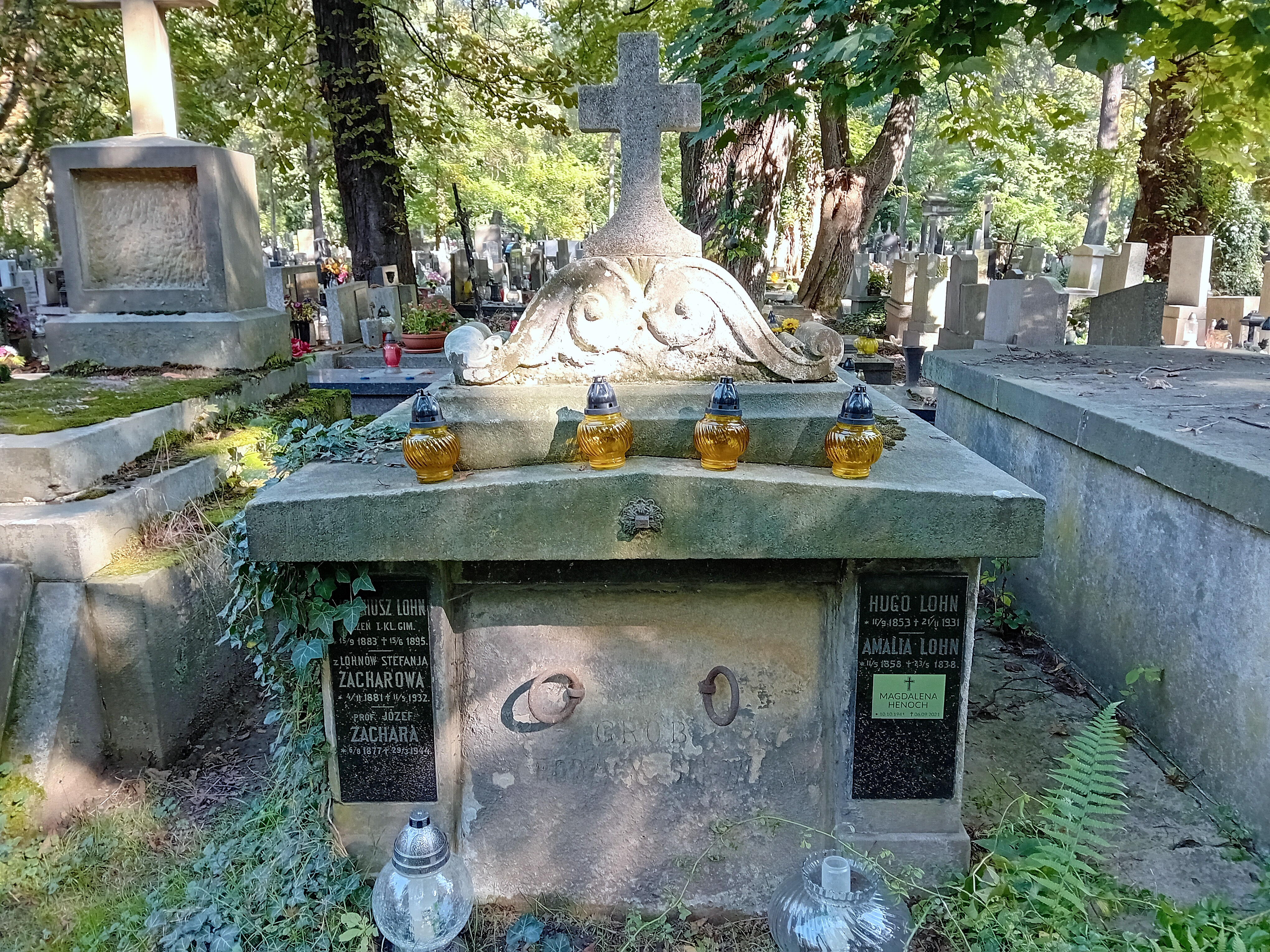
Grobowiec Józefa Zachary

Podczas II wojny światowej w trakcie okupacji niemieckiej zaangażował się w tajne nauczanie gimnazjalne i licealne w Ośrodku nr 1 w Krakowie. Działał w strukturze Niezależnego Komitetu Szkolnego, działającego poza strukturą tajnego nauczania. Był członkiem władz Rady Głównej Opiekuńczej w Krakowie, a po aresztowaniu Edwarda Lubowieckiego (wrzesień 1942) został wiceprezesem krakowskiej RGO (po jego śmierci zastąpił go Julian Waga).
Zmarł 28 marca 1944 w Krakowie. Został pochowany na cmentarzu Rakowickim w Krakowie (kwatera XIII, rząd południowy, miejsce po prawej Trzmielów). W jego grobowcu spoczęły też Stefania Zacharowa (ur. 1881, zm. 11 maja 1932) oraz Amalia Zachara (ur. 28 września 1910, zm. 9 kwietnia 1972).

## Odznaczenia
austro-węgierskie
- Krzyż Zasługi Wojskowej 3 klasy z dekoracją wojenną (przed 1918)[24]
- Brązowy Medal Jubileuszowy Pamiątkowy dla Sił Zbrojnych i Żandarmerii (przed 1900)[19][47]
- Medal Jubileuszowy Pamiątkowy dla Cywilnych Funkcjonariuszów Państwowych (przed 1914)[47]
- Krzyż Jubileuszowy dla Cywilnych Funkcjonariuszów Państwowych (przed 1912)[48][47][49]